# ساج بيكيت
ساج بيكيت (بالإنجليزية: Betsy Ruth)‏ هي مصارعة محترفة وممثلة أمريكية، ولدت في 17 يناير 1985 في Ruskin, Florida ‏ في الولايات المتحدة.

## وصلات خارجية
- الموقع الرسمي
- ساج بيكيت على موقع CageMatch worker (الإنجليزية)
- ساج بيكيت على موقع قاعدة بيانات المصارعة على الإنترنت (الإنجليزية)